# ایندو پوری
ایندو پوری (انگلیسی: Indu Puri؛ زادهٔ ۱۹۵۳ (۷۱–۷۲ سال)) یک بازیکن تنیس روی میز اهل هند است.